# LKAB F
Die Baureihe LKAB F waren elektrische Rangierlokomotiven, die von Luossavaara-Kiirunavaara Aktiebolag ab 1930 in Narvik eingesetzt wurden. Die 14 Lokomotiven entsprachen der schwedischen Baureihe SJ Ub.
Neben LKAB hatten die staatlichen Eisenbahngesellschaften Norges Statsbaner und die schwedischen Statens Järnvägar sowie Norsk Jernverk und die Gesellschaft TGOJ Lokomotiven des gleichen Typs im Einsatz.

## Geschichte
Bereits 1930 kaufte die Luossavaara-Kiirunavaara Aktiebolag (LKAB) für den Verschub in Narvik die F 22, denen 1931 und 1932 die F 23–33 folgten. Sie kosteten 149.535,25 Kronen pro Stück. 1937 wurden noch die F 34–35 zu einem Preis von 180.416,60 Kronen in Dienst gestellt.
Die Serie wurde bei Thunes mekaniske verksted gebaut und mit den elektrischen Komponenten von Per Kure Norsk Motor- og Dynamofabrik ausgestattet, lediglich F 34–35 erhielten die elektrische Ausrüstung von ASEA.
1940 sprengten und bombardierten deutsche Truppen die Anlagen von LKAB. F 26 und F 30 wurden so stark beschädigt, dass eine Reparatur unrentabel war. Sie wurden 1946 verschrottet.
Die anderen beschädigten Lokomotiven F 22, 25, 27, 29, 31 und 32 wurden im März / April 1941 zur Reparatur zu ASEA nach Västerås geschickt. Nach der Reparatur wurden sie an SJ ausgeliehen und kehrten erst zwischen Ende 1945 und 1946 nach Narvik zurück. Der norwegische Zoll wollte, dass LKAB für die Reparaturkosten während des Krieges Zoll entrichten sollte. LKAB argumentierte, dass die Lokomotiven von den Deutschen ferngehalten werden sollten, sie deshalb zur Reparatur nach Schweden geschickt wurden und dass dies zur Zollfreiheit führen sollte, die am 8. Mai 1947 erteilt wurde.
Von Mai 1943 bis Oktober 1945 wurden die Lokomotiven F 29, 31 und 32 an das SJ-Betriebswerk Hagalund in Solna bei Stockholm ausgeliehen, die F 25 von Mai bis September 1943. Die Lokomotiven F 23, 28, 34 und 35 waren in den letzten Kriegsmonaten ab Februar 1945 an SJ verliehen. Die F 24 und 25 wurden in der LKAB-Werkstatt in Narvik instand gesetzt.
Die Lokomotiven F 23, 33 und 34 wurden 1959 an NSB verkauft und wurden dort in die Baureihe El 10 mit den Nummern 2518, 2519 und 2520 eingeordnet.
F 27 war 2009 bei LKAB in Narvik zusammen mit dem Erzwagen Nr. 1 ausgestellt. F 29 war auf dem Gelände von LKAB unterhalb des Seemannsheim (Sjømannshjemmet) untergestellt.

## NSB El 10
Norges Statsbaner beschafften diesen Lokomotivtyp ab 1949, nachdem in Norwegen in mehreren großen Bahnhöfen nach der Elektrifizierung elektrischer Betrieb möglich war. Ende der 1940er Jahre wurde die Bestellung nach den Plänen der schwedischen Baureihe SJ Ub platziert. Die ab 1949 von Svenska Järnvägsverkstäderna (ASJ Falun) gebaute und mit der elektrischen Ausrüstung von Allmänna Svenska Elektriska Aktiebolaget gelieferte Baureihe wurde als El 10 bezeichnet.
Mit dem Einsatz der 17 Lokomotiven wurde die Rauchbelästigung durch Dampflokomotiven in den Bahnhöfen reduziert, denn Diesellokomotiven für den Rangierdienst wurden erst Anfang der 1960er Jahre eingesetzt.
Die ersten beiden am 1. Juni sowie am 16. Juni 1949 ausgelieferten El 10 erhielten zunächst die Nummern 2073 und 2074. Diese Nummerierung wurde bereits im Juli 1949 geändert. Die nächste Lokomotive bekam am 5. Juli 1949 die Nummer 2506, als feststand, dass ab 1951 die Baureihe El 11 ausgeliefert werden würde, die laufende Nummern ab 2078 bekam.
1950 wurde die Bereinigung durchgeführt, die 2073 und 2074 wurden zu 2504 und 2505 umnummeriert. Die weiteren bis 1952 gelieferten Lokomotiven erhielten Nummern bis 2517. Erst 1959 wurden die Nummern 2518 bis 2520 belegt, dies waren die übernommenen LKAB F 23, 33 und 34.

## Norsk Jernverk El 10
A/S Norsk Jernverk ist ein ehemaliges norwegisches Industrieunternehmen in Mo i Rana in der Gemeinde Rana in Nordland. Der Bau des Eisenwerks wurde am 10. Juli 1946 vom Storting mit der Begründung genehmigt, Norwegen bei der Stahlproduktion autarker zu machen.
Für die Werksbahn der Firma wurden bei ASJ drei Einheiten der Baureihe El 10 bestellt, die 1952 ausgeliefert wurden. Der elektrische Teil wurde von ASEA zugeliefert. Dies erfolgte drei Jahre vor Eröffnung des Werkes am 19. April 1955. Deshalb wurden die Lokomotiven an NSB vermietet, die ihnen die Betriebsnummer 2326–2328 zuteilte. 1955 entschied Norsk Jernverk, dass zwei Lokomotiven ausreichen würden und verkaufte die 2328 an NSB. Dort erhielt diese die Nummer El 10 2517. Die beiden verbliebenen Lokomotiven bekamen die Betriebsnummern 1 und 2 sowie die Namen Lars und Ulv.
1984 wurden die NSB-Lokomotiven El 10 2505 und El 10 2519 an Norsk Jernverk verkauft. Die El 10 2505 erhielt die Betriebsnummer 6 und den Namen Alf. Als der elektrische Werksbahnverkehr 1988 eingestellt wurde, wurde sie an NSB zurückgegeben und verkehrte bis zu ihrer Ausmusterung 1994 wieder unter der alten NSB-Bezeichnung El 10 2505. Die El 10 2519 erhielt den Namen Sverre, wurde jedoch nicht in Betrieb genommen und noch 1984 ausgemustert.

## Verbleib
1994/95 wurden die meisten El 10 außer Betrieb genommen. Die El 10 2504 und die El 10 2508 fuhren noch einige Jahre für die Fernseh-Kinderproduktion Sesam stasjon. Die Lokomotive Lars wurde von Norsk Jernverk erhalten.
Letzte Lokomotive war die El 10 2508, die am 23. Juli 1999 ausgemustert wurde und in den Bestand von Norsk Jernbanemuseum in Hamar überging.